# Jonathan Breck
Jonathan Breck (Houston, 17 febbraio 1965) è un attore statunitense noto per il ruolo del Creeper in Jeepers Creepers - Il canto del diavolo.

## Filmografia

### Cinema
- Spider Attack - Achtbeinige Monster (Spiders), regia di Gary Jones (2000)
- Full Circle, regia di James Quattrochi (2001)
- Posta del cuore (Good Advice), regia di Steve Rash (2001)
- Jeepers Creepers - Il canto del diavolo (Jeepers Creepers), regia di Victor Salva (2001)
- Jeepers Creepers 2 - Il canto del diavolo 2 (Jeepers Creepers 2), regia di Victor Salva (2003)
- Be My Baby, regia di Bryce Olson (2007)
- Dreamland, regia di James P. Lay (2007)
- Dead Write, regia di Michael Connell (2007)
- Will to Power, regia di David Rountree (2008)
- W., regia di Oliver Stone (2008)
- Evilution, regia di Chris Conlee (2008)
- The Caretaker, regia di Bryce Olson (2008)
- The Dot Man, regia di Bruno Coppola (2008)
- Il mistero della pietra magica (Shorts), regia di Robert Rodriguez (2009)
- The Carbon Copy, regia di Evans Butterworth (2009)
- Maskerade, regia di Griff Furst (2010)
- Into Shadows, regia di Bryon Evans (2009)
- Spy Kids 4 - È tempo di eroi (Spy Kids: All the Time in the World), regia di Robert Rodriguez (2011)
- Parkland, regia di Peter Landesman (2013)
- Tutti vogliono qualcosa (Everybody Wants Some), regia di Richard Linklater (2016)
- Jeepers Creepers 3, regia di Victor Salva (2017)

### Cortometraggi
- I Left Me (2004)
- Beat Boys Beat Girls (2003)
- Jfets-D (2003)
- Man in Striped Pajamas (2002)

### Televisione
- Friday Night Lights (2008)
- JAG - Avvocati in divisa (2001)
- Star Trek: Voyager (1999)
- V.I.P. Vallery Irons Protection (1998)